# ایزواسپین ضعیف
در فیزیک ذرات، ایزواسپین ضعیف یک عدد کوانتومی است که با برهم‌کنش ضعیف مرتبط است و معادل مفهوم ایزواسپین در برهم‌کنش قوی است. ایزواسپین ضعیف را معمولاً با نماد T یا I نشان می‌دهند و مؤلفه سوم به شکل Tz، T3، Iz یا I3 نوشته می‌شود. ایزواسپین ضعیف مکمل ابربار ضعیف است که برهم‌کنش هسته‌ای ضعیف را با برهم‌کنش الکترومغناطیس یکپارچه می‌سازد. می‌توان آن را به عنوان مقدار ویژه عملگر بار دانست.